# لوئیس لوپز (بازیکن فوتبال، زاده ۱۹۸۷)
لوئیس لوپز (انگلیسی: Luis López؛ زادهٔ ۲۳ ژوئن ۱۹۸۷) بازیکن فوتبال اهل آرژانتین است.
از باشگاه‌هایی که در آن بازی کرده‌است می‌توان به باشگاه ورزشی اتلتیکو جونیور اشاره کرد.